# Умный выключатель
Умный выключатель (англ. smart switch) — выключатель света, способный действовать автоматически и управляться со смартфона.
Это одно из наиболее востребованных и одновременно наиболее гибких исполнительных устройств в домашней автоматизации.

## Конструкция и принцип работы
Умный выключатель замыкает и размыкает электрическую цепь (соответственно включая и выключая свет) так же, как обычный клавишный выключатель.
При этом умный выключатель оборудован радиоприемником, который позволяет ему получать команды и отправлять информацию о своем состоянии (включен / выключен) на контроллер домашней автоматизации или напрямую на смартфон владельца (строго говоря, в обоих случаях для беспроводной связи используется интернет-роутер).
Как правило умный выключатель - не полноценный выключатель с рамкой и клавишами, а небольшой управляющий модуль, который устанавливается в подрозетник позади обычного выключателя.
Таким образом выключатель сохраняет свою обычную функциональность с возможностью управлять светом при помощи клавиш, но одновременно приобретает "умные" функции. Владелец получает возможность управлять им со смартфона или настроить автоматическую работу, например включение и выключение по расписанию или при срабатывании нужного датчика.
В то же время ряд производителей, например Belkin и Lutron в США, выпускают умные выключатели с клавишей, которые ставятся вместо обычного выключателя.
Особенность конструкции умных выключателей - некоторые из них подключаются только к сети, в которой есть нейтральный провод. Тем не менее существуют умные выключатели, для которых нейтральный провод не нужен, в том числе большинство умных диммеров.
В зависимости от радиоволн, на которых они работают, различают умные выключатели на Wi-Fi, Z-Wave, ZigBee, Bluetooth и некоторые другие.

## Умный диммер
Умный выключатель с функцией диммирования, то есть возможностью не только включать и выключать свет, но и регулировать его яркость, называется умным диммером. В остальном их функции совпадают: умный диммер так же способен работать автоматически и управляться со смартфона.
Диммер значительно расширяет сферу применения умных выключателей, например позволяет использовать свет для создания настроения или в качестве подсветки. С другой стороны, диммеры корректно работают не со всеми типами ламп, подходящие лампы специально помечают как "диммируемые".

## Умный выключатель как умная розетка
Умные выключатели без клавиш, то есть представляющие собой лишь управляющий модуль, можно устанавливать в подрозетник не только за обычный выключатель, но и за обычную розетку. В таком случае модуль автоматизирует розетку, превращая ее в умную розетку.

## Дистанционный выключатель
Дистанционный выключатель - устройство, которое выглядит как обычный выключатель, но фактически представляет собой пульт дистанционного управления. Как и обычный выключатель, он имеет рамку и клавишу, но не требует подключения к электросети, что позволяет установить его в любом удобном месте.
Поскольку дистанционный выключатель лишь отдает радиокоманды другим устройствам, он может работать только в паре с другим интеллектуальным устройством, например с умным выключателем, который получит сигнал и непосредственно включит или выключит светильник, или с умной розеткой, которая по команде дистанционного выключателя обесточит включенный в нее прибор.

## Взаимодействие с другими устройствами
Автономность умного выключателя зависит от его конструкции. Работающий на Wi-Fi выключатель может получать команды со смартфона владельца через обычный интернет-роутер, без устройств-посредников. Для удаленного управлении выключателями на Z-Wave и ZigBee дополнительно используется контроллер - управляющее устройство, которое служит посредником между смартфоном и выключателем, а также хранит пользовательские алгоритмы автоматизации (например, об автоматическом включении света в 7 утра) и обеспечивает их исполнение (соответственно, в 7 утра отдает выключателю команду зажечь свет).
Технологии домашней автоматизации позволяют настроить взаимодействие умного выключателя с другими устройствами, например включение и выключение света при срабатывании датчика движения или датчика открытия двери, при изменении яркости естественного света, при возгорании или протечке.
Включение света (например, если пользователь включает его клавишей) в свою очередь также может активировать работу других устройств, например климатической техники или динамиков с музыкой.

## Использование
Применения умных выключателей и диммеров основываются на трех их основных возможностях:
- обычное управление светом с помощью клавиш,
- удаленное управление светом с помощью смартфона или другого "умного" устройства,
- автоматическая работа светильников по указанным владельцем правилам.

Таким образом умные выключатели используются, чтобы:
- удаленно проверять, какие светильники остались включенными, и выключить их,
- автоматически включать или выключить свет по расписанию,
- автоматически включать свет, когда кто-то входит, и выключать, когда выходит,
- автоматически включать свет, когда в помещении темнеет, и наоборот,
- автоматически изменять яркость света по расписанию или по датчикам движения и света.[3][6][7]